# Malte Krückels

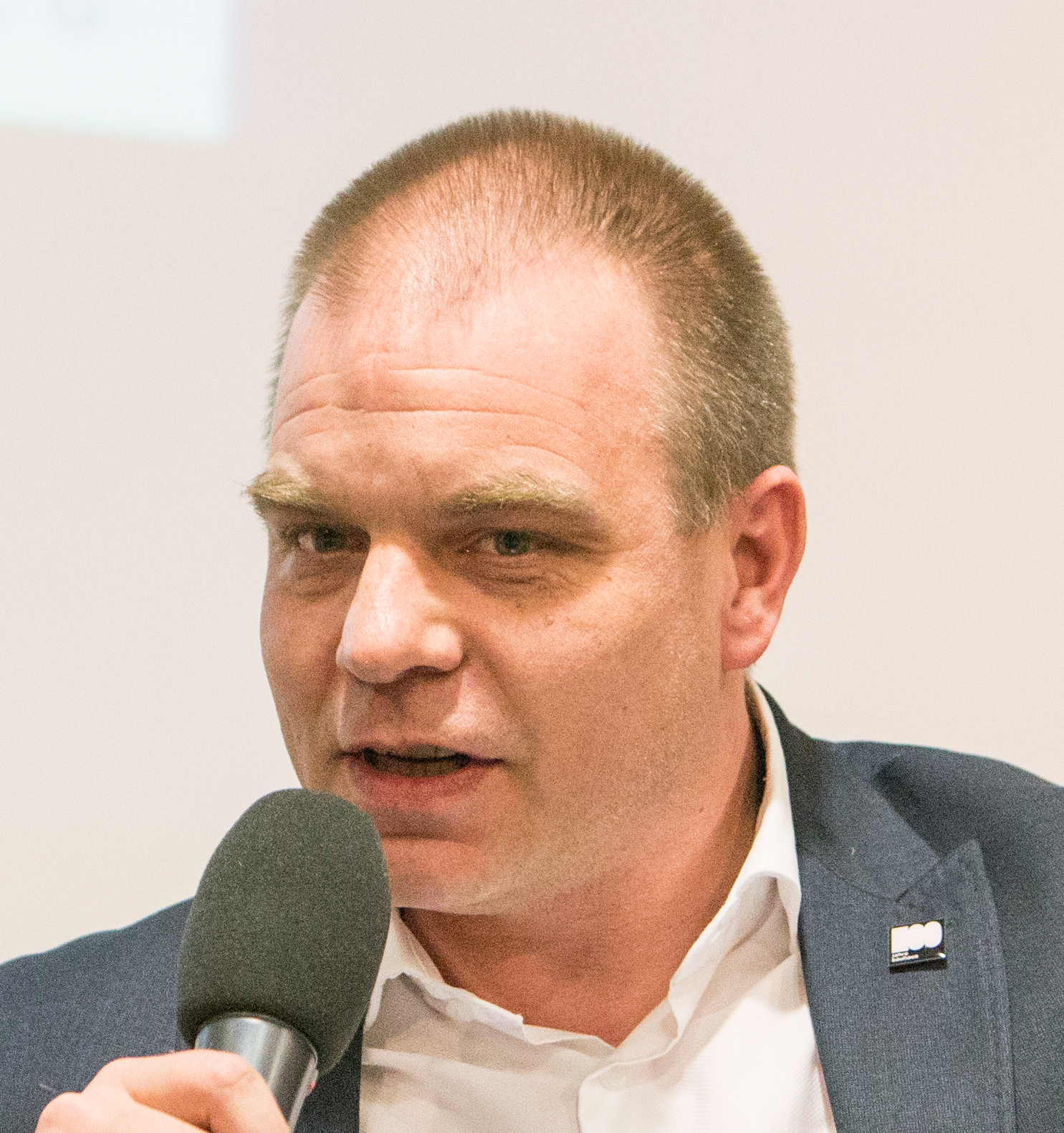
Malte Krückels, 2018

Malte Joas Krückels (* 8. Dezember 1968 in Berlin) ist ein deutscher Politiker (Die Linke). Er war von 2014 bis 2024 Bevollmächtigter des Freistaates Thüringen beim Bund und Staatssekretär für Medien in der Thüringer Staatskanzlei.

## Leben
Krückels studierte nach dem Abitur 1989 am Kurfürst-Salentin-Gymnasium in Andernach von 1989 bis 1996 anglistische Linguistik, Germanistik sowie Film- und Fernsehwissenschaften an der Ruhr-Universität Bochum mit Abschluss als Magister.
Anschließend arbeitete er zunächst in der universitären Forschung und im Verlagsbereich. Von 2007 bis 2014 war er als Referent der Fraktion Die Linke im Berliner Abgeordnetenhaus tätig, zwischenzeitlich als Büroleiter des Bürgermeisters Harald Wolf. Am 5. Dezember 2014 wurde er zum Staatssekretär für Medien und Bevollmächtigter des Freistaates Thüringen beim Bund in der Thüringer Staatskanzlei ernannt. Mit dem Amtsantritt des Kabinetts Voigt schied er am 13. Dezember 2024 aus diesem Amt aus.